# Oiwake (Hokkaidō)
Oiwake (追分町 Oiwake-cho?) es un pueblo de Japón localizado en el distrito de Yūfutsu, Subprefectura de Iburi, Hokkaidō, Japón. En el 2005, tiene una población estimada de 3.981 y un área total de 82,52 km².